# Аттіла Абрахам
Аттіла Абрахам (угор. Attila Ábrahám, нар. 29 квітня 1969, Капувар, Угорщина) — угорський веслувальник на байдарках, олімпійський чемпіон (1988 рік), срібний (1992 рік) та бронзовий (1988 рік) призер Олімпійських ігор, п'ятиразовий чемпіон світу.

## Кар'єра
Аттіла Абрахам народився 29 квітня 1969 року в місті Капувар. Веслуванням почав займатися з десяти років, підготовку проходив у столичному клубі «Хонвед»
Перший успіх до спортсмена прийшов у 1988 році. На Олімпійських іграх у 1988 році він став олімпійських чемпіоном у байдарках четвірках на дистанції 1000 метрів (окрім Абрахама у складі екіпажу були: Жолт Дьюлай, Ференц Чіпеш та Шандор Ходоші). Ще одну медаль цих змагань спортсмен завоював разом з Ференцом Чіпешом, ставши третім на дистанції 500 метрів.
У 1989 році став дворазовим чемпіоном світу. Перемоги він здобув у байдарці-двійці на не олімпійській дистанції 10000 метрів, а також у байдарці-четвірці на дистанції 1000 метрів. Через рік захистив титул чемпіона світу в байдарках-четвірках на дистанції 1000 метрів, тоді як на дистанції 500 метрів, у цьому екіпажі, став третім. У 1991 році втретє поспіль виграв дистанцію 1000 метрів у байдарках-четвірках, а також став срібним призером на дистанції 500 метрів. На Олімпійських іграх у 1992 році знову виступив у складі байдарки-четвірки на дистанції 1000 метрів. У порівнянні з золотим екіпажем 1988 року відбулася одна зміна у складі: Шандора Ходоші замінив Фідель Ласло. У фіналі цей екіпаж поступився лише збірній Німеччини, вигравши срібні нагороди.
На чемпіонаті світу 1993 року зумів здобути три різні нагороди: золото у байдарках-двійках (10000 метрів), срібло та бронзу в байдарках-четвірках (1000 та 500 метрів відповідно). Через два роки знову виграв срібну медаль у байдарках-четвірках на дистанції 1000 метрів. Пройти відбір на Олімпійські ігри 1996 року спортсмен не зумів, та вирішив завершити кар'єру спортсмена.

## Виступи на Олімпійських іграх
| Олімпіада      | Дисципліна                     | Місце |
| -------------- | ------------------------------ | ----- |
| Сеул 1988      | байдарки-двійки, 500 метрів    | 3     |
| Сеул 1988      | байдарки-четвірки, 1000 метрів | 1     |
| Барселона 1992 | байдарки-четвірки, 1000 метрів | 2     |